# Acacia continua
Acacia continua är en ärtväxtart som beskrevs av George Bentham. Acacia continua ingår i släktet akacior, och familjen ärtväxter. Inga underarter finns listade i Catalogue of Life.